# RED
《RED》是B'z第52张单曲。

## 簡介
- 與上一張單曲《有頂天》相隔五個月的新作。
- 主打歌「RED」是日本職業棒球選手黑田博樹的登場曲[1]。
- 自第20張單曲Real Thing Shakes後相隔19年，第二次無收錄2nd beat（第2首歌曲）的單曲。
- 最終銷量約19.5萬張。

## 收錄曲

### CD
1. RED

### DVD
1. 「RED」MUSIC VIDEO

## 製作人員
- 松本孝弘：吉他・全曲作曲・編曲
- 稻葉浩志：主唱・全曲作詞・編曲
- 寺地秀行：編曲
- Shane Gaalaas：鼓
- Barry Sparks：貝斯